# Московский скоростной диаметр
Моско́вский скоростно́й диа́метр (МСД) — платная бессветофорная магистраль в Москве. Проезд по МСД для автовладельцев Москвы и области изначально был бесплатным. Но с 15 февраля 2025 года проезд для москвичей тоже стал частично платным. Полное открытие магистрали запланировано на 2026 год.

## Описание
МСД является простым бесшовным объединением уже существующих проектов Северо-Восточная хорда и Юго-Восточная хорда.
МСД проходит от платной скоростной трассы М-11 «Нева» (Москва — Санкт-Петербург) до Варшавского шоссе с ответвлением на строящуюся платную автомагистраль М12 «Восток» Москва — Казань — Екатеринбург, таким образом, соединив три федеральные автомагистрали (М-11, М-12 и М-2 «Крым»). По состоянию на начало 2023 года, построен участок от автомагистрали «Нева» до строящейся М-12 (Косинское шоссе). Общая протяжённость дороги составит 68 км. На всём протяжении трассы будет построено 136 дорожных сооружений (мосты, эстакады, тоннели и т. д.) и 33 пешеходных перехода (подземных и наземных).

## Стоимость проезда
С 15 февраля 2025 года на Московском скоростном диаметре (МСД) были введены изменения в правила проезда в часы пик. Нововведения касаются будних дней и действуют с 7:00 до 11:00 и с 16:00 до 20:00. Согласно данным официального сайта МСД, изменения направлены на уменьшение загруженности магистрали и сохранение предсказуемого времени в пути.
Ранее средняя скорость движения по трассе составляла 65 км/ч, однако к 2025 году она снизилась до 48 км/ч. Для предотвращения дальнейшего роста загруженности в эти временные промежутки был введен платный проезд.
Стоимость проезда по каждому из девяти участков составляет 5 рублей, при этом оплата взимается только при въезде и выезде в платный период. В среднем автомобилисты пересекают три участка, что предполагает стоимость поездки 15 рублей. Максимальная сумма оплаты за движение по всем участкам МСД в часы пик не превышает 45 рублей и затрагивает ограниченное число водителей.
Освобождены от оплаты машины оперативных служб, городского транспорта, школьные автобусы, коммунальная техника и почтовые автомобили. Временные льготы предоставлены также такси с лицензией Москвы и Московской области, однако их влияние на загруженность трассы будет пересмотрено после 2025 года.

## История
- 10 сентября 2022 года открыт участок Северо-Восточной хорды в пределах МКАД[6].
- В апреле 2023 года на участке МСД от улицы Маршала Шестопалова до путей Павелецкого направления МДЖ завершено строительство путепровода через Кантемировскую улицу[7].
- В июне этого же года был открыт[8] 6,5-километровый участок от Шоссейной улицы до Курьяновского бульвара.
- 2 августа и 9 сентября 2023 года открыты основные участки ЮВХ от развязки с Шоссе Энтузиастов до Ступинского проезда[9][10].

## Пассажирский общественный транспорт
29 октября 2022 года в тестовом режиме был запущен автобусный экспресс-маршрут № 643 от остановки «9-й мкр. Кожухова» до Коровинского шоссе через станцию метро и МЦК «Ботанический сад». 22 марта 2025 года маршрут отменён.